# Fort Phil Kearny
Fort Phil Kearny ist ein ehemaliger Militärposten im US-Bundesstaat Wyoming. Er wurde 1866 erbaut, um Reisende des Bozeman Trails zu schützen, Kriege zwischen Indianervölkern dieser Region zu verhindern und um die Aufmerksamkeit feindlich gestimmter indianischer Gruppierungen von der Errichtung der transkontinentalen Eisenbahn weiter südlich abzulenken. Benannt wurde er nach dem US-General Phil Kearny. Seit Dezember 1960 sind das Fort und weitere historische Orte der Region unter dem Namen Fort Phil Kearny and Associated Sites als National Historic Landmark ausgewiesen.

## Lage
Das Fort wurde am Zusammenfluss des Little Piney mit dem Big Piney Creek errichtet. Es war der größte der drei Militärposten am Bozeman Trail; nordwestlich lag das Fort C.F. Smith und südöstlich Fort Reno.
Heute liegt das Fort Phil Kearny am Interstate 90, zwischen den Städten Sheridan und Buffalo, nahe dem Stausee Lake DeSmet.

## Geschichte
Im Juli 1866 erbaute das 18. US-Infanterie-Regiment den Militärposten als Palisade-Festung. Oberst Henry B. Carrington war der Befehlshaber des Wehrbezirks Mountain und für den Schutz des Bozeman Trails verantwortlich; Fort Phil Kearny diente ihm dabei als Hauptquartier. Die Länge des Forts betrug 456 Meter (1496 feet), die Breite zwischen 73 Meter (240 feet) im Süden und 183 Meter (600 feet) im Norden. Für den Bau waren über 4000 Baumstämme notwendig. Es wurde während der kommenden zwei Jahre ständig erweitert und sollte letztlich 1000 Mann Besatzung beherbergen können.
Das Fort lag in den letzten bedeutenden Bison-Jagdgründen der Lakota-, Arapaho- und Nördlichen Cheyenne-Indianer, die sich durch den Militärposten bedroht fühlten. In der Folge kam es im Umland des Forts zu etlichen Kampfhandlungen zwischen US-Soldaten und Kriegern der drei verbündeten Indianervölker, die als Red-Cloud-Krieg in die Geschichte eingingen, benannt nach dem Oglala-Lakota-Häuptling Red Cloud.
Am 3. November 1866 wurde die knapp 400 Mann starke Besatzung von Fort Phil Kearny durch 63 Soldaten unter Leutnant Horatio S. Bingham verstärkt. Zur Verstärkung zählten unter anderem die drei Offiziere William Judd Fetterman, James W. Powell und Henry Almstedt. Am 21. Dezember 1866 töteten Krieger der Lakota, Arapaho und Cheyenne in einem Hinterhalt 79 US-Soldaten und 2 Zivilisten unter dem Kommando von Fetterman (s. Fetterman-Gefecht). Am 2. August 1867 schlugen 26 US-Soldaten und 6 Zivilisten unter James W. Powell erfolgreich etliche Hundert Lakota-Krieger zurück. Dieses Gefecht ging als Wagon Box Fight in die Geschichte ein.
1868 wurde der Bozeman Trail durch die Union Pacific Railroad überflüssig gemacht. Im August 1868 wurde das Fort deswegen und aufgrund des permanenten Belagerungszustandes durch feindliche Indianer aufgegeben, wenig später wurde es von Cheyenne-Kriegern niedergebrannt. Im Vertrag von Fort Laramie 1868 sicherten die USA einigen Gruppen der Lakota, Dakota und Arapaho weitläufige Gebiete und die dauerhafte Aufgabe des Bozeman Trails samt der drei Forts zu.

## Fort Phil Kearny and Associated Sites

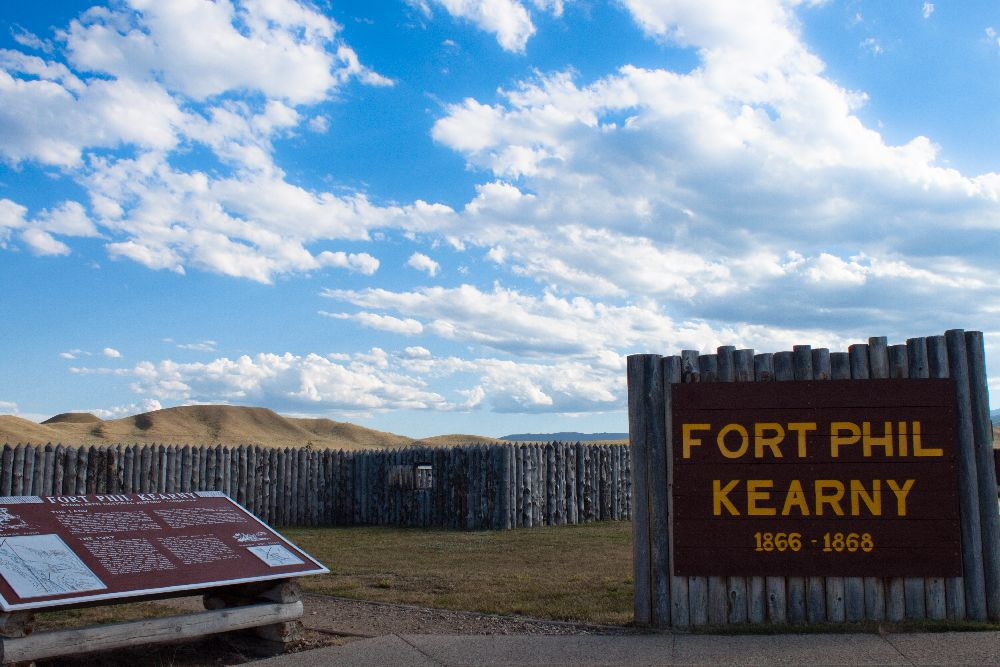
Fort Phil Kearny

Unter dem Namen Fort Phil Kearny and Associated Sites wurde das Fort 1960 als National Historic Landmark ausgewiesen. Es umfasst Überreste des ehemaligen Militärpostens sowie ein Besucherzentrum  mit einer Ausstellung. Ebenfalls zur National Historic Landmark gehören zwei nahegelegene Kriegsschauplätze, der Ort des Fetterman-Gefechts und der Ort des Wagon Box Fights. Seit Oktober 1966 ist das Fort als Stätte im National Register of Historic Places (NRHP) eingetragen.